# 马田镇
马田镇，是中华人民共和国湖南省郴州市永兴县下辖的一个乡镇级行政单位。

## 地名由来
“马田”这一地名的由来尚无定论，但有两则传说，一为该地常走马巡田的两大财主，二为清朝初期驻兵囤马的田地。马田镇一带早期建有圩场，唐朝初称“鸦鹊铺”，后称“泰利圩”，清朝改为“马田圩”，并沿用至今。

## 行政区划
马田镇下辖以下地区：
和平路社区、荷叶塘社区、老马田社区、胡碑下社区、马田村、井岗村、蔬菜村、高仓村、上桥村、明星村、江家村、寨下村、忠和村、石坳村、和平村、罗家村、罗尾村、红星村、塘前村、水源村、杜家村、邝家村、邱家村、丹坪村、枣子村和马矿社区。

## 交通
- 京广铁路：马田圩站

## 建制沿革
马田镇域1950年属太平乡，1958年属红旗公社，1961年为马田矿区公社，1980年由公社分出马田镇和马田乡，1988年马田镇和马田乡合并为马田镇。
2015年12月，原复和镇与马田镇成建制合并设立马田镇，合并后的马田镇辖33个建制村、6个社区居委会，总面积126.5平方千米，总人口10.4万人，镇人民政府驻马田圩（原马田镇人民政府驻地）。